# Manfred Held
Manfred Held (* 28. September 1933 in Regensburg; † 8. Februar 2011 in Schrobenhausen) war ein deutscher Physiker, Erfinder und Hochschullehrer.

## Werdegang und Wirken
Nach dem Abitur studierte Held an der Technischen Universität in München Physik. Nach der Promotion über seine Dissertation über UV-Spektroskopie wurde er am 1. April 1960 Mitarbeiter der Bölkow-Apparatebau GmbH in Schrobenhausen, später Messerschmitt-Bölkow-Blohm, heute MBDA Deutschland GmbH. Franz Rudolf Thomanek wurde dort sein Mentor. Held war sehr vielseitig tätig und arbeitete unter anderem auf den Gebieten der Zielballistik, Diagnosetechniken, Hochgeschwindigkeitsfotografie, und Röntgenblitzaufnahmen Held wurde Leiter der Forschungsabteilung bei MBB. Held war über 50 Jahre für die MBDA Deutschland und deren Vorläufer tätig. Nach seiner Pensionierung arbeitete er noch als Berater und Forscher für MBDA weiter. Held war auf dem Gebiet der Militärtechnik ein international angesehener Fachmann.
1991 erhielt er eine Professur an der Universität der Bundeswehr München, wo er Vorlesungen hielt. Held veröffentlichte über 500 Artikel in Fachjournalen und Tagungsbänden. Er hielt zudem über 140 Patente. Am 6. Oktober 1993 wurde Held zum Aufsichtsratsvorsitzenden der MTU München und Friedrichshafen gewählt.
Manfred Held starb am 8. Februar 2011 an den Folgen eines plötzlichen Herzanfalls, während den Feierlichkeiten zu seiner goldenen Hochzeit.

## Erfindung der Reaktivpanzerung
Nach dem Sechstagekrieg zwischen Israel und Ägypten besuchte Held 1967 den Panzerfriedhof auf der Sinai-Halbinsel. Dabei testete er die Einwirkung von Hohlladungen an russischen Kampfpanzern vom Typ T-54 und T-55. Ihm fiel dabei auf, dass glatte Durchschläge durch die Panzertürme, das heißt Eindringen durch eine Panzerplatte, Durchqueren des Panzerturms und Austritt auf der gegenüberliegenden Panzerplatte dann ausblieben, wenn der Stachel der Hohlladung auf im Panzer vorhandene Munition traf und diese zur Explosion brachte. Held erkannte, dass Sekundärexplosionen in der Lage sind, den Hohlladungsstachel abzuschwächen. Eine absichtlich herbeigeführte „Gegenexplosion“ kann somit den Durchschlag durch die Panzerung entgegenwirken. Im Jahre 1970 meldete Held die explosive Reaktivpanzerung erstmalig zum Patent an. 1982 kam eine auf Basis der gemeinsamen Entwicklung mit den Israelischen Verteidigungsstreitkräften produzierte Reaktivpanzerung auf den israelischen M-60- und M-48-Panzern erstmals im Libanonkrieg zum Einsatz. Die Zusammenarbeit war Teil eines Geheimabkommens zwischen Bundesnachrichtendienst und Mossad. Die reaktive Panzerung erwies sich während des Libanonkriegs als sehr effektiv.

## Familie
Held war verheiratet und hatte vier Kinder. Mit seiner Frau lebte er in Aresing.

## Ehrungen
- Rudolf-Diesel-Medaille 1986[12]
- Coleman Award 1985[4][13][14]
- Ehrenmitglied der International Ballistics Society[4]
- Professor h.c. der Universität Nanjing